# Timothée Chalamet
Timothée Hal Chalamet (New York, 1995. december 27. –) amerikai színész. 
A Homeland – A belső ellenség című drámasorozatban, Finn Walden szerepében tett szert először ismertségre. 2014-ben a Csillagok között és a Férfiak, nők és gyerekek című filmekben tűnt fel. Játszott továbbá olyan televíziós sorozatokban, mint az Esküdt ellenségek: Különleges ügyosztály és a Luxusdoki, valamint szerepelt A bátyám cipőjében című filmben. 
2017-ben a Szólíts a neveden című filmben játszott szerepe után vált igazán ismertté. Ezek után főszerepet kapott a Csodálatos fiú (2018), az V. Henrik, a Dűne (2021) és a Dűne: Második rész (2024) című filmekben.

## Ifjúkora, családi háttere, tanulmányai
Timothée Hal Chalamet Hell’s Kitchenben, Manhattanben született. Nicole Flender ingatlanügynöknek és táncosnak, valamint Marc Chalamet-nek, az UNICEF szerkesztőjének fia. Anyja, aki New Yorkból származik, félig orosz, félig osztrák zsidó származású. Apjának, aki a franciaországi Nîmes-ből származik, francia és angol felmenői vannak, ezért Chalamet amerikai és francia kettős állampolgársággal rendelkezik. Testvére, Pauline Chalamet színésznő. Rodman Flender unokaöccse, és Harold Flender forgatókönyvíró unokája.
Művészi családban nőtt fel, reklámokban és a New York-i színházban is szerepelt. A PS 087 William Sherman általános iskolába, MS 54 Booker T. Washington Middle School szelektív Delta programjába, valamint a LaGuardia Zenei, Művészeti és Előadóművészeti Főiskolára járt, ahol osztálytársa és barátja Ansel Elgort színész volt (mindketten később, 2017-ben megkapták első Golden Globe-jelölésüket). Chalamet egy évig a Columbia Egyetemen járt kulturális antropológia szakra. Ez után a A Gallatin School of Individualized Studyban folytatta színészi tanulmányait.

## Filmográfia

### Film
| Év   | Magyar cím               | Eredeti cím             | Szerep                        | Magyar hang    | Rendező              |
| ---- | ------------------------ | ----------------------- | ----------------------------- | -------------- | -------------------- |
| 2014 | Férfiak, nők és gyerekek | Men, Women & Children   | Danny Vance                   | Csémy Balázs   | Jason Reitman        |
| 2014 | Csillagok között         | Interstellar            | Tom Cooper fiatalon           | Czető Ádám     | Christopher Nolan    |
| 2014 |                          | Worst Friends           | Sam fiatalon                  |                | Ralph Arend          |
| 2015 | A kert                   | One & Two               | Zac                           |                | Andrew Droz Palermo  |
| 2015 | Agydopping naplók        | The Adderall Diaries    | Stephen Elliott tinédzserként | Czető Ádám     | Pamela Romanowsky    |
| 2015 | Káosz karácsonyra        | Love the Coopers        | Charlie Cooper                | Molnár Levente | Jessie Nelson        |
| 2016 |                          | Miss Stevens            | Billy Mitman                  |                | Julia Hart           |
| 2017 | Szólíts a neveden        | Call Me by Your Name    | Elio Perlman                  | Jéger Zsombor  | Luca Guadagnino      |
| 2017 | Szólíts a neveden        | Call Me by Your Name    | Elio Perlman                  | Csiby Gergely  | Luca Guadagnino      |
| 2017 | Forró nyári éjszakák     | Hot Summer Nights       | Daniel Middleton              | Kenéz Ágoston  | Elijah Bynum         |
| 2017 | Lady Bird                | Lady Bird               | Kyle Scheible                 | Timon Barna    | Greta Gerwig         |
| 2017 | Ellenségek               | Hostiles                | Philippe DeJardin közlegény   | Miller Dávid   | Scott Cooper         |
| 2018 | Csodálatos fiú           | Beautiful Boy           | Nic Sheff                     | Baráth István  | Felix van Groeningen |
| 2019 | Egy esős nap New Yorkban | A Rainy Day in New York | Gatsby Welles                 |                | Woody Allen          |
| 2019 | V. Henrik                | The King                | V. Henrik király              | Timon Barnabás | David Michôd         |
| 2019 | Kisasszonyok             | Little Women            | Theodore "Laurie" Laurence    | Miller Dávid   | Greta Gerwig         |
| 2021 | A Francia Kiadás         | The French Dispatch     | Zeffirelli B.                 | Jéger Zsombor  | Wes Anderson         |
| 2021 | Dűne                     | Dune                    | Paul Atreides                 | Jéger Zsombor  | Denis Villeneuve     |
| 2021 | Ne nézz fel!             | Don't Look Up           | Yule                          | Jéger Zsombor  | Adam McKay           |
| 2022 | Csontok meg minden       | Bones & All             | Lee                           | Jéger Zsombor  | Luca Guadagnino      |
| 2023 | Wonka                    | Wonka                   | Willy Wonka                   | Jéger Zsombor  | Paul King            |
| 2024 | Dűne: Második rész       | Dune: Part 2            | Paul Atreides                 | Jéger Zsombor  | Denis Villeneuve     |
| 2024 | Sehol se otthon          | A Complete Unknown      | Bob Dylan                     |                | James Mangold        |

Rövid- és dokumentumfilmek
- 2008: Sweet Tooth – Samuel (rövidfilm)
- 2008: Clown – fiatal bohóc (rövidfilm)
- 2014: Spinners – Jace (rövidfilm)
- 2021: A Man Named Scott – önmaga (dokumentumfilm)

### Televízió
| Év   | Magyar cím                  | Eredeti cím   | Szerep         | Megjegyzés  |
| ---- | --------------------------- | ------------- | -------------- | ----------- |
| 2009 | Esküdt ellenségek           | Law & Order   | Eric Foley     | 1 epizód    |
| 2009 | A bátyám cipőjében          | Loving Leah   | fiatal Jake    | tévéfilm    |
| 2012 | Luxusdoki                   | Royal Pains   | Luke           | 4 epizód    |
| 2012 | Homeland – A belső ellenség | Homeland      | Finn Walden    | 8 epizód    |
| 2013 |                             | Trooper       | Lee Flaxton    | tévéfilm    |
| 2022 | Entergalactic               | Entergalactic | Jimmy (hangja) | különkiadás |

## Jelölések
- Oscar-díj
  - 2018 jelölés: Legjobb férfi főszereplő (Szólíts a neveden)
  - 2025 jelölés: Legjobb férfi főszereplő (Sehol se otthon)
- BAFTA-díj
  - 2018 jelölés: Legjobb férfi főszereplő (Szólíts a neveden)
  - 2019 jelölés: Legjobb férfi mellékszereplő (Csodálatos fiú)
  - 2025 jelölés: Legjobb férfi főszereplő (Sehol se otthon)
- Golden Globe-díj
  - 2018 jelölés:Legjobb férfi főszereplő (filmdráma) (Szólíts a neveden)
  - 2019 jelölés: Legjobb férfi mellékszereplő (Csodálatos fiú)
  - 2024 jelölés: Legjobb férfi főszereplő (musical/vígjáték) (Wonka)
  - 2025 jelölés: Legjobb férfi főszereplő (filmdráma) (Sehol se otthon)
- SAG-díj
  - 2013 jelölés: Legjobb szereplőgárda (drámasorozat) (Homeland – A belső ellenség)
  - 2018 jelölés: Legjobb férfi főszereplő (Szólíts a neveden)
  - 2018 jelölés: Legjobb szereplőgárda (mozifilm) (Lady Bird)
  - 2019 jelölés: Legjobb férfi mellékszereplő (Csodálatos fiú)
  - 2022 jelölés: Legjobb szereplőgárda (mozifilm) (Ne nézz fel!)
  - 2025 díj: Legjobb férfi főszereplő (Sehol se otthon)